# Чертоза-ді-Павія
Чертоза-ді-Павія (італ. Certosa di Pavia) — муніципалітет в Італії, у регіоні Ломбардія,  провінція Павія.
Чертоза-ді-Павія розташована на відстані близько 470 км на північний захід від Рима, 24 км на південь від Мілана, 8 км на північ від Павії.
Населення — 5304 особи (2014).
Покровитель — святий Михайло.

## Демографія
Населення за роками:

Станом на 1 січня 2023 року в муніципалітеті офіційно проживав 581 іноземець з 47 країн, серед них 182 громадяни країн Євросоюзу та 57 громадян України.

## Уродженці
- Вірджиніо Де Паолі (*1938 — †2009) — італійський футболіст, нападник, згодом — футбольний тренер.

## Туристичні принади
На території муніципалітету знаходиться монастир Чертоза-ді-Павія.

## Сусідні муніципалітети
- Боргарелло
- Джуссаго
- Марчиньяго
- Павія
- Веллеццо-Белліні